# チャボホトトギス

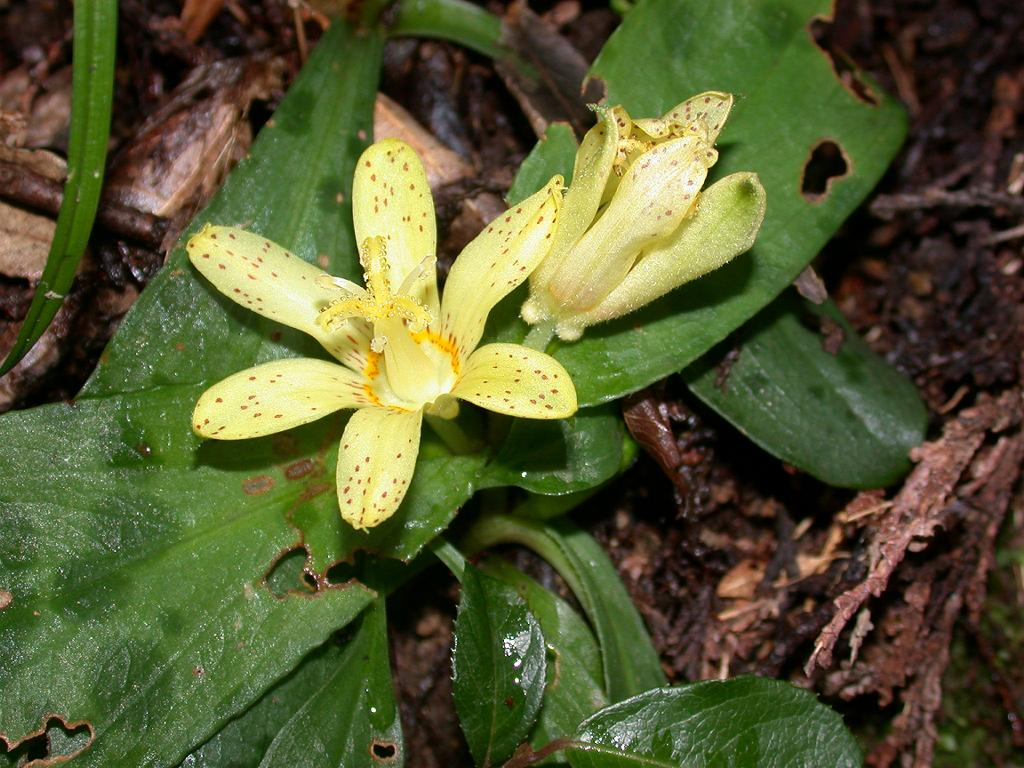
花

チャボホトトギス Tricyrtis nana はホトトギス属の1種。とても背が低く、地表に張り付くように黄色い花を咲かせる。

## 特徴
小型の多年生草本。草丈は10-cmからせいぜい15cmまで。根茎は短く、垂直に地中に入り、節から丈夫な根を出す。茎は1本だけで直立し、数枚の葉を互生する。茎には硬い毛がある。葉は植物に対して大型で節の間が短いために数枚が重なり合って2列に配置し、水平に広がる。葉身は倒卵状長楕円形で長さ6-12cm、先端は尖り、基部は深く茎を抱く。葉質は少し革質で、表面は滑らかで光沢があり、濃緑色の斑紋がある場合が多い。葉は上面が無毛で裏面には毛をまばらに着け、これは下部に多い。
花期は9月。花を株に1つか2つ、茎の先端と葉腋から出す。花には柄があるが、短いために花は葉腋に抱かれて埋まるように付き、上を向いて咲く。花柄には毛が密生している。花は花冠が広がって広い漏斗形をなし、径2cmほど、黄色くて花冠の内側に褐紫色の小さな斑点を散布する。花被は内外計6弁、倒披針形で先端は尖る。外花被片は淡緑色で外面には細かな毛が一面にある。また先端外側には小さな角状突起があり、基部は球状に膨らんでいる。内花被片は黄色で外花被片よりやや幅が広い。雄蕊は6本あり、寄り添うように立ち上がり、先端は外向けに沿ってその先端に葯が付く。子房は細長く、先端から伸びる花柱は上で3本に分岐し、各々の分枝はさらに先で2裂、その表面に細かな毛が散在する。果実は蒴果で、披針形で3本の稜があり、直立する。果実の長さは20mm。種子は平たくて倒卵形。
和名は鶏のチャボにちなみ、全体に寸詰まりであることを鶏の中でチャボが小さいことにたとえたものである。

## 分布と生育環境
本州の東海地方から近畿地方と、四国、九州に分布し、屋久島が南限となっている。
山地の、特に深山の木の下に生える。

## 分類など
本種はキバナノホトトギス Tricyrtis flava の矮小形とも考えられ、キバナノホトトギスも小型で20-50cmであるのに対し、本種はさらに小さい。多くの点でこの種とよく似ており、この種の小型の株が誤認される場合がある。しかしキバナノホトトギスは開花が2日続き、雄性先熟であるのに対して、本種では開花は1日で雌雄同熟となっている。これは自家受精をしやすくするためと考えられる。
分布の上ではキバナノホトトギスが宮崎県中南部に限って分布するのに対して本種は紀伊半島から四国、それに屋久島に分布するのに九州にはなく、両種の分布は重なっていない。
種内の変異としては葉が特に長いものをナガバチャボホトトギスという。ただし他の図鑑には取り上げられていない。

## 利用
キバナホトトギスは広く栽培されるが、本種もまた山野草として栽培される。

## 保護の状況
環境省のレッドデータブックには取り上げられていないが、分布域の各県では絶滅危惧II類や準絶滅危惧等に指定されている。減少の原因としては生育環境の破壊と共に園芸用の採集圧が指摘される。